# Directiva sobre Mercats d'Instruments Financers
La Directiva sobre Mercats d'Instruments Financers (en anglès: Markets in Financial Instruments Directive, MFID) 2004/39/EC) esmenada és una llei de la Unió Europea que harmonitza la reglamentació sobre els serveis d'inversió en els 30 estats membres de l'Àrea Econòmica Europea (que són els 27 estats membres de la UE més Islàndia, Noruega i Liechtenstein). El principal objectiu de la Directiva és incrementar la competició i la protecció al consumidor en els serveis d'inversió. A data d'1 de novembre de 2007, substitueix la Directiva de Serveis d'Inversió (ISD).
El MiFID és la clau del Pla d'Acció dels Serveis Financers de la UE i té 42 mesures que canvien substancialment la manera d'operar en els mercats de serveis financers a la UE. MiFID és la part més significativa de la legislació introduïda sota el Procediment de Lamfalussy. Hi ha altres 3 Directives de Lamfalussy: La Directiva Prospectu, La Directiva d'Abús de Mercat i la Directiva de Transparència.

## Objectius
Els objectius principals que es pretenen són:
- Completar el mercat únic de serveis financers de la UE,
- Respondre als canvis i innovacions en la seguretat dels mercats
- Protegir els inversors.
- Fomentar l'equitat, la transparència, l'eficàcia i la integració dels mercats financers